# Altella opaca
Espèce
Altella opaca est une espèce d'araignées aranéomorphes de la famille des Argyronetidae.

## Répartition
Cette espèce est endémique d'Algérie.

## Systématique et taxinomie
Cette espèce a été décrite par Simon en 1911.

## Publication originale
- Simon, 1911 : « Catalogue raisonné des arachnides du nord de l'Afrique (1re partie). » Annales de la Société entomologique de France, vol. 79, p. 265-332 (texte intégral).